# 小竹川

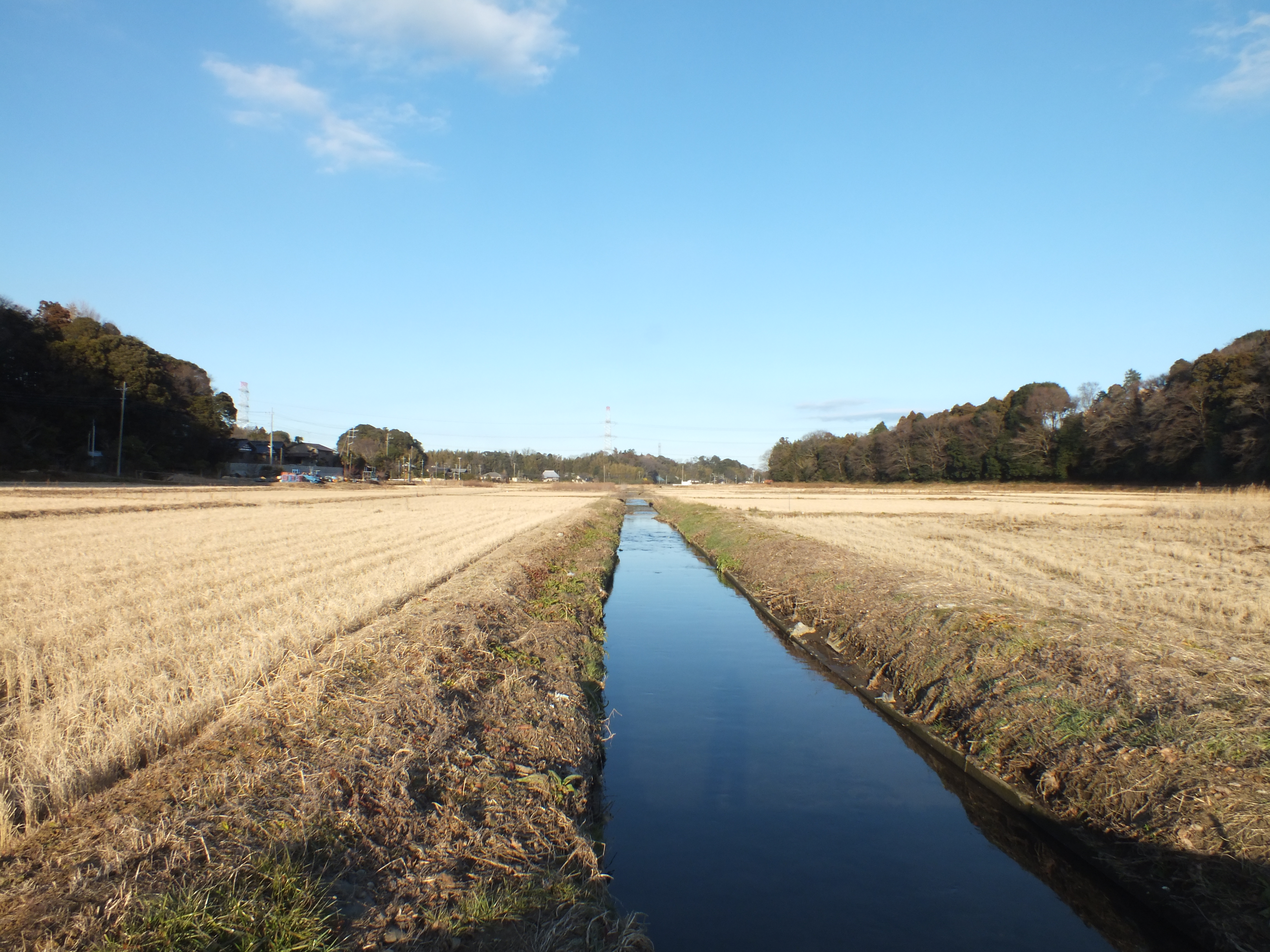
高野川区間

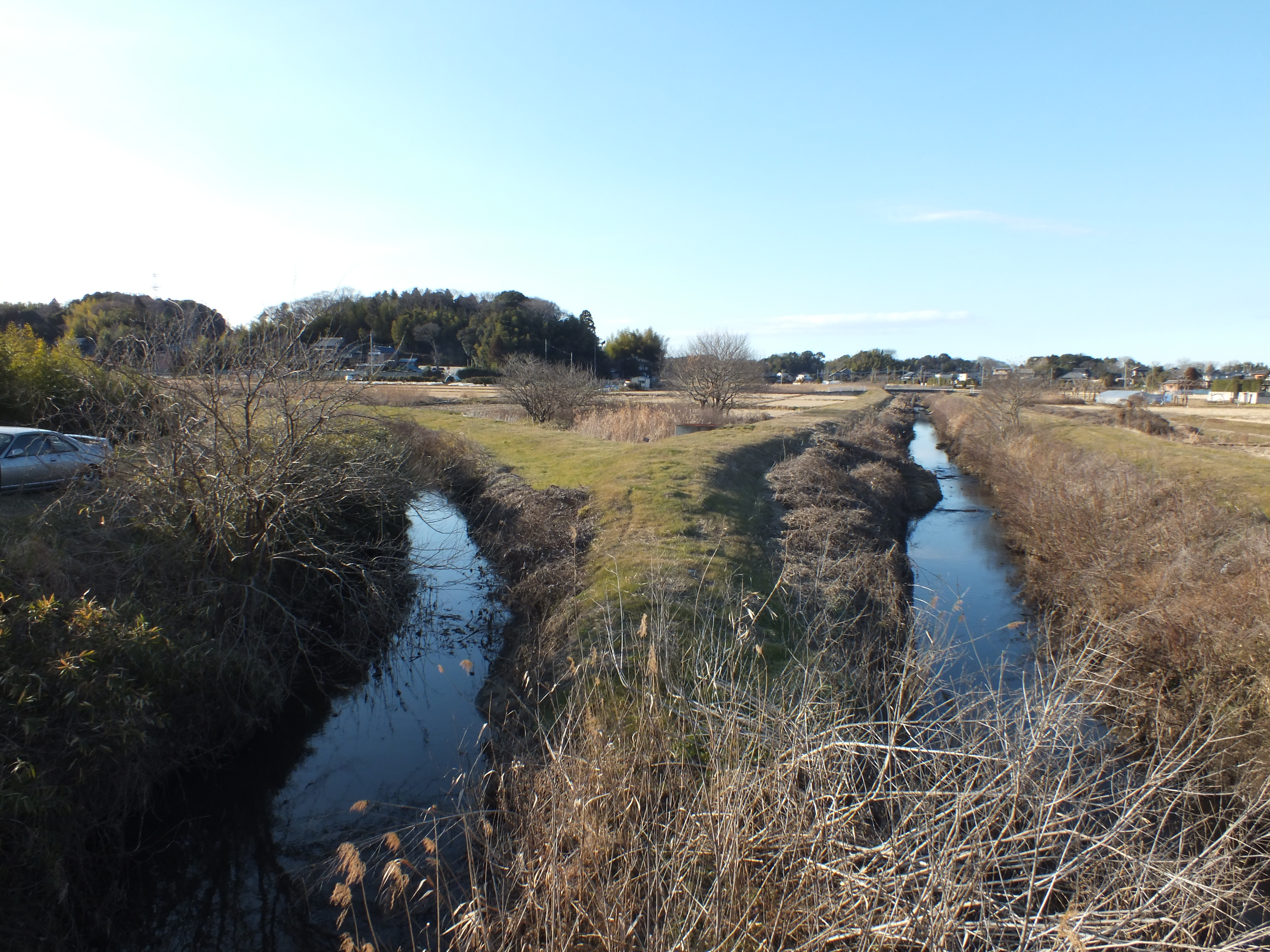
上小竹川（右）に合流する支流の井野川（左）

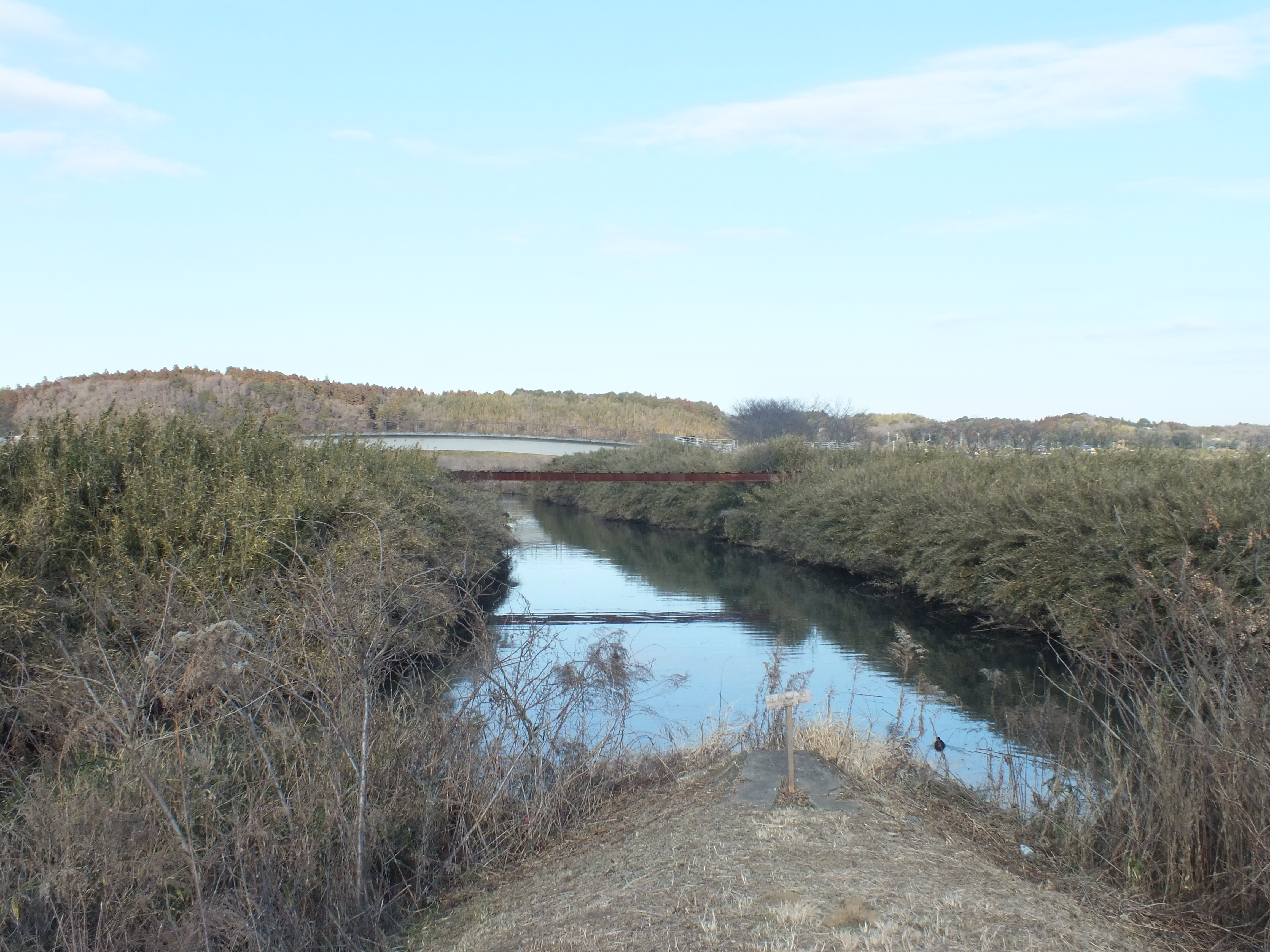
手繰川（右）との合流地点（印旛沼向き）

小竹川（こたけがわ）は、千葉県八千代市・佐倉市を流れる利根川（印旛沼）水系の一級河川。八千代市内は「高野川」（こうやがわ）と呼ばれる。

## 地理
佐倉市西端の井野付近に源を発し、八千代市に入ると市境を北流する。源流は住宅地であるが、上中流域は上高野工業団地（八千代市側）と京友会団地（佐倉市側）の間に谷を形成し田地を流れる。再び佐倉市に入ると井野川を合わせ、手繰川に合流する。正式には市境から井野川合流地点までは「上小竹川」という名称であり、小竹川はそこより下流の720mのみである。小竹川区間が一級河川、上小竹川区間・一部の高野川区間（ふれあいプラザ付近の水路合流点より下流）が準用河川に指定されている。

### 加賀清水
佐倉市井野にある川の水源は、江戸時代に佐倉城の城主大久保加賀守忠朝が参勤交代の際に立ち寄って愛飲したことから「加賀清水」または「井野清水」と呼ばれている。付近にある成田街道には林屋という茶屋があり、その後この清水を旅人に振る舞い繁盛した。現在も水が湧き続けており佐倉市の名所の一つである。周囲は遊水公園（加賀清水公園）になっており八重桜やツツジ等が見られ、園内には厳島神社がある。祭事や伝統行事が催されることもあり、地元民に親しまれている。
周囲の宅地化が進むと雨水が地下に染み込まなくなり、1990年代には湧水が涸れる様子が顕著に見られるようになってきた。そのため千葉県や佐倉市が周辺家庭に雨水浸透マスの設置を呼び掛け、また歩道の透水性舗装化を推進するなどの試みを行っている。その結果現在では枯渇日数も減少している。

## 治水
溢水対策として1979年（昭和54年）9月1日に八千代市・佐倉市が共同で「高野川及び小竹川対策協議会」を設置した。上高野2号線（上高野中央部にある、佐倉市内から上高野工業団地に抜ける道路）より上流部の「高野川上流部排水路」（延長1,724mうち八千代市部580m、流域面積142ha）や調整池の整備を現在も行っている。下流部では上小竹川が準用河川指定を受けた1980年（昭和55年）度より毎秒23立方メートルの流量に対応する河川改修を進めてきた（2003年度に完了）が、小竹川は流下能力に余裕がなく豪雨による水害が頻繁に発生している。
- 2001年（平成13年）10月10日 - 集中豪雨により床上浸水
- 2002年（平成14年）7月 - 集中豪雨により床上浸水
- 2003年（平成15年）3月 - 道路冠水
- 2003年（平成15年）8月5日 - 大雨により床下浸水[2]
- 2006年（平成18年）7月14日 - 雷雨により床下浸水・道路冠水[3]
- 2008年（平成20年）8月30日 - 集中豪雨により床上浸水・床下浸水[4]

拡幅工事のため1994年（平成6年）度より八千代市域で用地買収が始まるが、整備は下流部より進める方針のため市街化の進む上流部、特に佐倉市井野地区では整備待ちの間大雨で被害を受けてきた。ユーカリが丘周辺の開発がこれに拍車をかけており、1999年（平成11年）10月21日には井野地区の住民が早期改修要望書を提出した。下流部に調整池を新設する要望も出されている。背景として八千代市内では地権者交渉の難航等で事業の進捗が遅いことも問題になっており、1995年（平成7年）度に高野川の一部が準用河川に指定されるまで、河川改修の見通しが立たなかった。一時の措置として、市境付近にある大野調整池の活用や流入先分散、源流部のボックスカルバート布設といった対策も行われた。2000年（平成12年）度には取得用地で暫定的な拡幅工事（復水路工事）が始まり、2002年度に用地取得終了、2006年度に完了した。また高野川上流部排水路の八千代市内における整備（河川改修）は2003年に計画が出され、2004年（平成16年）10月に着工。当初八千代市内は2008年度までの計画だったが、2012年（平成24年）度完了の予定で続けられている。佐倉市内も同年度に完了予定だったが、土地所有者との交渉の都合で延滞している。

## 主な橋
- 天神橋
- 子ノ橋
- 根崎橋
- 先崎橋（まっさきはし）
- 下崎橋
- 弁天橋

## 参考資料
- 加賀清水だより創刊号
- 佐倉市議会会議録　平成13年12月定例会（12月11日）
- 佐倉市議会会議録　平成14年3月定例会（3月8日）
- 佐倉市議会会議録　平成15年6月定例会（6月17日）